# Eualus macilentus
Eualus macilentus är en kräftdjursart som först beskrevs av Henrik Nikolai Krøyer 1841.  Eualus macilentus ingår i släktet Eualus och familjen Hippolytidae. Inga underarter finns listade i Catalogue of Life.